# Egerkingen
Egerkingen är en ort och kommun i distriktet Gäu i kantonen Solothurn, Schweiz. Kommunen har 4 300 invånare (2023).